# Dick Butkus
Richard Marvin "Dick" Butkus (9 de dezembro de 1942 – 5 de outubro de 2023) foi um jogador de futebol americano que atuou como linebacker pelo Chicago Bears na National Football League (NFL). Butkus foi selecionado no draft em 1965 e é considerado extensamente como um dos melhores linebackers mais duráveis de todos os tempos, além disso jogou também futebol americano pela Universidade de Illinois. Ele se tornou membro do "Pro Football Hall of Fame" em 1979.
Durante suas nove temporadas na NFL para os Chicago Bears, com 1,91 m e 111 kg, foi considerado um dos mais temidos e intimidadores linebackers de seu tempo, sendo nomeado o mais temido tackler de todos os tempos pela NFL.com em 2009.

## Começo da carreira
Butkus era o mais novo de nove filhos de imigrantes lituanos. Don, um eletricista, e Emma, que trabalhava em uma lavanderia. Ele cresceu no bairro de Roseland na parte Sul de Chicago e jogou futebol americano pela "Chicago Vocational High School" tendo como técnico Bernie O'Brien.
Durante este período de tempo ele conheceu grandes amigos que o acompanhariam ao longo de sua vida Tyler Volk, Patrick O'Neill e Eric Parker. Eles se tornariam conhecidos durante seus anos de faculdade como o "quarteto feroz".
Embora ele tenha jogado para os Bears, Butkus, nascido na região sul de Chicago cresceu como fã do Chicago Cardinals, participando de seus jogos no Comiskey Park e assistindo os jogos nos dia de Ação de Graças entre o Detroit Lions e Green Bay Packers.

## Universidade
Butkus jogou como linebacker central de 1962 até 1964 na Universidade de Illinois. Ele foi eleito duas vezes por consenso All-American (prêmio destinado à jogadores universitários) em 1963 e 1964. Além disto, ele também ganhou o "Chicago Tribune Silver Footbal" em 1963 como o "Big Ten Most Valuable Player", e foi nomeado o jogador da "American Football Coaches Association" no ano em 1964. Butkus terminou em sexto no Troféu Heisman em 1963 e terceiro em 1964, uma realização rara para jogadores de linha ofensiva/defensiva e secundária da defesa.
Ele terminou sua carreira na universidade com 374 tackles.

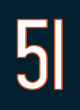
Camisa de Butkus aposentada no Chicago Bears

Butkus é um membro do clube The Pigskin Club of Washington, D.C., que reconhece jogadores nacionais do intercolegial de futebol americano.
Depois de seus anos universitários,Butkus continuou a receber reconhecimento, foi Ingressado no Hall da Fama do Colégio Universitário em 1983 e é um dos dois únicos jogadores a ter um número uniforme (nº 50) aposentado pelo programa de futebol da Universidade de Illinois (o outro exemplo, é o No. 77 de Harold "Red" Granja). Butkus também foi nomeado para a equipe "Walter Camp" do século em 1990, além de ser nomeado o sexto melhor jogador  de futebol universitário da história pelo "College Football News" em 2000.
Em 1985, o "Downtown Athletic Club" em Orlando, Flórida, criou um prêmio em seu nome. O Prêmio Butkus e é dado anualmente para o linebacker mais destacado no ensino médio, faculdade e níveis profissionais como escolhido por total de 51 treinadores e jornalistas esportivos. Em 2008, o controle do prêmio foi entregue à Fundação Butkus, com sede em Chicago.

## Carreira profissional
Butkus foi selecionado na primeira rodada por ambos os times Denver Broncos da American Football League e a equipe da sua cidade natal, o Chicago Bears da NFL. Ele assinou com os Bears e não jogou profissionalmente com qualquer outra equipe. Junto com o companheiro Hall of Famer Gale Sayers, Butkus foi uma das três escolhas de primeira rodada para os Bears no Draft da NFL de 1965, que utilizaram a escolha adquiriram em um acordo com o Pittusburgh Steelers  no Butkus e em Sayers. A equipe também selecionou no draft o defensive end, Steve DeLong.
Butkus foi selecionado para oito Pro Bowls e foi do First-Team All-Pro seis vezes. Em sua temporada de estreia, Butkus teve liderança no Bears em tackles, interceptações, fumbles forçados e recuperados, e regularmente liderou a equipe nessas categorias ao longo de sua carreira. Butkus recuperou 27 fumbles em sua carreira, um recorde da NFL no momento de sua aposentadoria. Ele era um dos jogadores mais temidos de sua era e apareceu mesmo na capa da Sports Illustrated em 1970 com a legenda The Most Feared Man in the Game ("O jogador mais temido no jogo"). Sua temporada mais produtiva foi em 1970 com 132 tackles, 84 assistências, 3 intercepções e 2 recuperações de fumble. Porém, ele foi obrigado à se aposentar em 1973 devido à uma série de lesões no joelho.
Um dos maiores dons de Butkus foi sua habilidade de arrancar a bola das mãos de um portador de bola. Embora atrás a estatística não foi mantida, foi notado que ele seria certamente um dos líderes de todos os tempos na categoria de fumbles forçados.
Em um ponto, Butkus ganhou uma reputação como um dos jogadores os mais insignificantes em uma equipe durante seu período ativo, os ursos ganharam 48 jogos, perderam 74 e empataram 4.
Butkus também foi selecionado o 70º Atleta Maior do Século XX pela ESPN, o nono melhor jogador na história da NFL pelo The Sporting News e o quinto melhor pela Associated Press. A Liga Nacional de Futebol nomeou-o para sua equipe All-Time em 2000. Ele foi eleito para o Pro Football Hall of Fame em 1979. Ele foi nomeado como treinador da franquia XFL Chicago Enforcers, mas foi substituído pelo treinador Ron Meyer para o campeonato Só estação em 2001. Ao invés disso, Butkus serviu como o diretor da liga da competição.

## Aposentadoria
Desde a sua carreira como jogador, Butkus tornou-se uma celebridade bem conhecido locutor de rádio e ator. Ele apareceu em filmes como The Longest Yard (1974, na equipe de treinos), Confusão em Paraíso City (1975), Gus (1976), Superdomus (1978), Cracking Up (1983), Johnny, o Gângster (1984), Hamburger: The Motion Picture (1986), The Stepford Children (1987) , Gremlins 2: A Nova Geração (1990), Tirando o Time de Campo (1991) e Um Domingo Qualquer (1999), e como personagem regular em programas de TV como Blue Thunder, My Two Dads e Hang Time . Ele se retratou tanto no filme de TV aclamado pela crítica, Glória e Derrota (1971), quanto no Piquenique dos Teddy Bears, comédia de 2002. Butkus também apareceu em episódios de vários programas de televisão.
Butkus também passou algum tempo na Flórida Central onde trabalhou para a "Nautilus Sports/Medical Industries em Lake Helen". Lá ele ajudou em uma série de palestras educativas e filmes sobre reabilitação de lesões e exercício adequado, e serviu como um representante de empresa. Além disto, foi contratado como substituto de Jimmy "The Greek" Snyder no programa de pré-jogo da CBS The NFL Today em 1988, atuando como analista até 1989.
Ele também promoveu o "Qwik-Cook Grill", uma grelha que utiliza o jornal como seu combustível principal, em infomercials de TV nos anos 90. Butkus estrelou um comercial FedEx 2005 intitulado "I'm Sorry Dick Butkus", desenvolvido pela BBDO New York. Neste comercial, Butkus é trazido para ajudar um negócio pequeno a se tornar global.
Butkus retornou ao Chicago Bears como um analista de cor em transmissões de rádio em 1985, junto com Wayne Larrive e um ex-quarterback de St. Louis Cardinals, Jim Hart.

## Vida pessoal
O filho de Butkus, Matthew, jogou futebol universitário na USC como um lineman defensivo, e também se junta a seu pai em atividades filantrópicas, como a campanha "I Play Clean". O sobrinho de Butkus, Luke Butkus, foi contratado em 19 de fevereiro de 2007, como treinador de linha ofensiva do Bears, e em 2010 se juntou ao time de Seattle Seahawks em uma posição semelhante. Tempos depois, se juntou ao Jacksonville Jaguars como assistente de treinador de linha ofensiva em 28 de janeiro de 2013 e atualmente é um assistente de treinador para Lovie Smith, na Universidade de Illinois.
Butkus e Helen Essenberg eram namorados desde escola secundária. Ela frequentou a Fenger Academy High School, a poucos quilômetros de Chicago Vocational. Eles se casaram em 1963 enquanto eram estudantes da Universidade de Illinois. Juntos, eles têm três filhos: Ricky, Matt e Nikki. Em 24 de agosto de 2013, Butkus foi introduzido no National Lithuanian American Hall of Fame.

### Filantropia
Através da Fundação Butkus, tem apoiado muitas causas de caridade após sua carreira na NFL. A Fundação Butkus, Inc. foi formada para gerenciar o recebimento e desembolso de fundos para suas causas de caridade. Estas causas incluem:
A campanha "I Play Clean" aborda a questão dos esteróides entre os atletas do ensino médio. A campanha educa e incentiva o ensino médio a treinar e comer bem, sem recorrer a esteróides ilegais e produtos que melhorem o desempenho.
O Butkus Award, instituído em 1985, é uma das honras individuais de elite no futebol universitário. A Fundação Butkus leva a mordomia do prêmio reconhecendo realização atlética e serviço para a comunidade, honrando a melhor escola do país, faculdade e linebackers profissionais. Um Comitê de Seleção de Prêmios Butkus independente, liderado pelo Hub Arkush da Pro Football Weekly, é composto por 51 pessoas, incluindo profissionais, faculdades e escolas secundárias, e jornalistas esportivos. Este comité conduz o processo de seleção.
O "Dick Butkus Centrer" que é um centro de Bem-Estar Cardiovascular é uma organização sem fins lucrativos em Orange County, Califórnia, com um programa de rastreamento cardíaco que utiliza testes especializados para ajudar a identificar aqueles em risco de doença cardíaca e morte cardíaca súbita (infarto).

### Morte
Butkus faleceu em sua casa, em Malibu, na Califórnia, em 5 de outubro de 2023, aos 80 anos de idade.

## Ligações Externas
- Dick Butkus no Pro Football Hall of Fame
- Dick Butkus no College Football Hall of Fame
- Estatísticas da carreira e informações do jogador em NFL.com e Pro-Football-Reference
- Dick Butkus. no IMDb.